# KF Flamurtari
KF Flamurtari (en albanés: Klubi Futbollistik Flamurtari), comúnmente conocido como Flamurtari, es un club de fútbol profesional con sede en Pristina, Kosovo. El club juega en la Liga e Parë, segundo nivel más alto de fútbol en el país.

## Historia
El club fue fundado en 1968 en Pristina, luego de tener torneos regionales cuando se trataba la era de Yugoslavia, en los años de 1990 consiguió 2 títulos de la Copa de Kosovo; una en el 1992 y otra en el 1995 y subcampeón en el 2007.

## Lista histórica de entrenadores
- Jusuf Tortoshi ( - 7 de octubre de 2016)
- Samuel Nikaj (7 de octubre de 2016 - junio de 2017)
- Agron Selmani (13 de junio de 2017 - 24 de septiembre de 2017)
- Arsim Thaqi (julio de 2018 - mayo de 2019)
- Artim Shaqiri (25 de mayo de 2019 - 19 de octubre de 2019)
- Synaj Keqi (19 de octubre de 2019 - diciembre de 2019)
- Bylbyl Sokoli (13 de diciembre de 2019 - )

## Palmarés

### Torneos nacionales
| Competición        | Títulos    |
| ------------------ | ---------- |
| Liga e Parë (1)    | 2017       |
| Copa de Kosovo (2) | 1992, 1995 |